# Dictyophara obtusiceps
Dictyophara obtusiceps är en insektsart som beskrevs av Lethierry 1889. Dictyophara obtusiceps ingår i släktet Dictyophara och familjen Dictyopharidae. Inga underarter finns listade i Catalogue of Life.